# Método de Kaerber
El método de Kaerber se emplea para calcular el título de {\displaystyle LD_{50}} (lethal dose). Esta magnitud satisface la ecuación:

{\displaystyle \log LD_{50}=0,5+\log c}

donde c es la mayor concentración de virus empleada, - la suma del % de animales muertos / 100. Se emplea el mismo procedimiento para calcular títulos de {\displaystyle TCD_{50}}. En titulaciones de cultivos tisulares la sumatoria de % de animales muertos se remplaza por la sumatoria de porcentaje de cultivos con cambios citopatológicos.